# Tomorrow (Band)
Tomorrow war eine britische Rockband, die 1967–68 maßgeblich an der Entwicklung des psychedelischen Rock in London beteiligt war. Obwohl sie als Live-Band eine Attraktion waren und in Radio und Fernsehen vorgestellt wurden, blieb ihnen der kommerzielle Erfolg versagt.
Steve Howe (Gitarre), Keith West (Gesang), John „Junior“ Wood (Bass) und John „Twink“ Alder (Schlagzeug) spielten unter dem Namen The In Crowd bekannte Soul- und R&B-Titel, bevor sie begannen, eigene Kompositionen zu spielen, und sich in „Tomorrow“ umbenannten.
1966 sollte die Gruppe in dem Film Blow Up von Michelangelo Antonioni auftreten, dann wurden aber stattdessen die Yardbirds genommen. Tomorrow waren jedoch in dem Film Smashing Time zu sehen, wo sie als „The Snarks“ auftraten; John Pearce, ein Kleiderhändler, ersetzte den erkrankten Junior Wood. Die Filmmusik stammt jedoch von der Band Skip Bifferty.
Das Lied My White Bicycle, als Single veröffentlicht im Mai 1967, wurde von der Provo-Szene inspiriert, die in Amsterdam weiße Fahrräder zur freien Verfügung stellte. Die bekannteste Coverversion des Stückes stammt von der Hardrock-Band Nazareth. Der Musikproduzent Joe Boyd, der Mitte 1967 Tomorrow als Nachfolger für Pink Floyd in den Londoner UFO Club holte, benutzte den Songtitel für sein 2006 erschienenes Buches White Bicycles – Making Music in the 1960s.
Keith West hatte 1967 einen weltweiten Hit mit Excerpt from a Teenage Opera (auch bekannt als Grocer Jack) aus dem „Teenage Opera“-Projekt von Mark Wirtz. Diesen Erfolg konnte er nicht wiederholen. Steve Howe wurde 1969 der Gitarrist der Artrockgruppe Yes. Twink nahm mit den Pretty Things das Konzeptalbum S. F. Sorrow auf, bevor er die Pink Fairies gründete.

## Diskografie
- My White Bicycle / Claramount Lake (Single, Parlophone R5597, Mai 1967)
- Revolution / Three Jolly Little Dwarves (Single, Parlophone R5627, September 1967)
- Tomorrow (Album, Parlophone, 1968)
- 50 Minute Technicolor Dream (Album, RPM 184, 1998)